# Músculo amigdalogloso
El músculo amigdalogloso (Amygdaloglossus) se encuentra en la lengua, par, pequeño y delgado.
Desde la amígdala sale hacia delante por debajo del palatogloso. Detrás está la faringe, que tiene fibras que van hacia delante de la lengua constituyendo el faringogloso (que se encarga de elevar la lengua).
Lo inerva el nervio hipogloso(NCXII).
Es el elevador de la base de la lengua.
Otro músculo que compone la lengua y no debe confundirse con los anteriores son los palatoglosos o estafiloglosos. Estos también son pares y están inervados por el hipogloso pero van desde el velo del paladar a la lengua. Sus fibras van hacia adelante y hacia la línea media enlazándose con las del otro lado y formando un esfínter capaz de guillotinar el bolo alimenticio.
- Datos: Q6036341